# Laris argobathra
Laris argobathra är en fjärilsart som beskrevs av Edward Meyrick 1935. Laris argobathra ingår i släktet Laris och familjen stävmalar. Inga underarter finns listade i Catalogue of Life.